# Euphoresia laminata
Euphoresia laminata är en skalbaggsart som beskrevs av Moser 1916. Euphoresia laminata ingår i släktet Euphoresia och familjen Melolonthidae. Inga underarter finns listade i Catalogue of Life.